# Sahelsparv
Sahelsparv (Gymnoris dentata) är en huvudsakligen afrikansk fågel i familjen sparvfinkar inom ordningen tättingar.

## Kännetecken

### Utseende
Sahelsparv är en rätt liten (13 cm) sparv med lång, konisk näbb och kort stjärt. Den är mindre och brunare än savannsparven som den annars liknar. Den adulta hanen har en tydligt ljus strupe och ett rostfärgad streck från ögat till bakom örontäckarna. Den för släktet typiska gula fläcken på strupen är ofta dold. Honan är rätt karaktärslös förutom det långa och beigefärgade ögonbrynsstrecket, bredare än hos hona gråsparv och har även ljusare strupe än denna.

### Läten
Sahelsparvens sång är en räcka upprepade fraser som triup-triup-triup. Snabba serier med sparvtjatter påminner om afrikansk piplärka.

## Utbredning och systematik
Arten förekommer i ett band strax söder om Sahara, från södra Mauretanien till Guinea och vidare österut till södra Sudan, Sydsudan, Eritrea och västra Etiopien. Den häckar även i västra Jemen på sydvästra Arabiska halvön. Den behandlas vanligen som monotypisk, men vissa delar in den i två underarter där taxonet buchanani förekommer i södra Niger från Zinderprovinsen till Tchadsjön och nominatformen i övriga utbredningsområdet.

### Släktestillhörighet
Tidigare inkluderades släktet Gymnoris i Petronia, men DNA-studier visar dock att arterna i Gymnoris är systergrupp till sparvfinkarna i Passer, medan stensparven (Petronia petronia) står närmare snöfinkarna i Montifringilla.

## Levnadssätt
Arten bebor olika sorters skogslandskap och savann, men även jordbruksområden och sparsamt bevuxna kullar. Den livnär sig av små frön och insekter som den söker efter både på marken och i trädens lövverk. Fågeln häckar mellan november och mars i större delen av utbredningsområdet. Det skålformade boet placeras i ett trädhål eller skreva. Den är en stannfågel, men kan sprida sig vida kring efter häckningssäsongen.

## Status och hot
Arten har ett stort utbredningsområde och en stor population med stabil utveckling som inte tros vara utsatt för något substantiellt hot. Utifrån dessa kriterier kategoriserar internationella naturvårdsunionen IUCN arten som livskraftig (LC). Världspopulationen har inte uppskattats men den beskrivs som ovanlig till lokalt ganska vanlig i västra delen av utbredningsområdet, frekvent förekommande till vanlig i öster och lokalt mycket vanlig i Eritrea.

## Namn
Fågeln har tidigare kallats buskstensparv, men blev tilldelat ett nytt svenskt namn av BirdLife Sveriges taxonomikommitté 2022 med motiveringen "dels för att bättre återspegla släktskapet, dels att de inte är särskilt bundna till steniga miljöer". Namnet sahelsparv kommer "efter utbredningsområdet som huvudsakligen omfattar Sahelzonen söder om Sahara".